# Jack Vettriano
Jack Vettriano (* 17. November 1951 in Methil, Fife, Schottland, bürgerlich: Jack Hoggan; † vor oder am 1. März 2025 in Nizza, Frankreich) war ein britischer Maler. In einer Ausstellung in der Royal Scottish Academy im Jahre 1989 wurde er einer breiteren Öffentlichkeit bekannt, es folgten erfolgreiche Ausstellungen in Edinburgh, London, Hongkong, Johannesburg und New York. Seine Bilder erinnern in ihrer Atmosphäre stark an den Film noir. Er hatte Studios in Schottland und London und wird vertreten durch die Portland Gallery.

## Lebenslauf
Vettriano wurde unter dem Namen Jack Hoggan in einer Bergarbeitersiedlung in Fife, Schottland geboren. Mit fünfzehn Jahren begann er mit einer Berufsausbildung zum Bergarbeiter. Zu seinem 21. Geburtstag schenkte ihm eine Freundin einen Malkasten mit Wasserfarben, was Vettriano veranlasste, sich autodidaktisch das Malen beizubringen, indem er insbesondere die Werke im nahegelegenen Kirkcaldy Museum and Art Gallery studierte, aber auch Lehrbücher und Malanleitungen benutzte. Vettriano begann, seine technischen Fertigkeiten zu schulen, indem er unter anderem Werke von Monet, Caravaggio und Dali kopierte. Inzwischen als Personalmanager beschäftigt, hatte der Maler Jack Hoggan seine erste Ausstellung in Bahrein.
Seine Karriere als professioneller Maler begann erst 1988, im Alter von 37 Jahren, als er zwei Gemälde bei der jährlichen Ausstellung der Royal Scottish Academy einreichte, die bereits am ersten Ausstellungstag von Galeristen entdeckt und gekauft wurden. Als Jack Hoggan begann, eine Karriere als professioneller Maler mit eigenen Motiven einzuschlagen, wählte er den (geringfügig abgeänderten) Geburtsnamen seiner Mutter als Künstlername „Vettriano“, um sich von dem Kopisten Jack Hoggan abzusetzen.
Seine erste Soloausstellung hatte Vettriano im Mai 1992 in London unter dem Titel „Tales of Love and Other Stories“. Es folgten weitere Ausstellungen in Galerien und Museen in London, Newcastle, Edinburgh, Monte-Carlo und Hongkong.
Im September 2001 wurden Vettrianos Arbeiten zum ersten Mal in New York gezeigt, als 21 seiner Gemälde bei der „International 20th Century Arts Fair“ im Rahmen der Armory Art Show, New Yorks größter Kunstmesse, ausgestellt wurden.
Vettriano siedelte zunächst nach Edinburgh und später nach London um. Im Jahr 2003 wurde er von Königin Elisabeth II. mit dem Order of the British Empire ausgezeichnet.
Im Mai 2015 gab der Maler bekannt, dass er nach einer Schulterverletzung mit einer längeren Zeit der Genesung rechne und daher von ihm bis auf weiteres keine neuen Bilder zu erwarten seien.
Vettriano wurde am 1. März 2025 im Alter von 73 Jahren tot in seiner Wohnung in Nizza aufgefunden.

## Erfolg
Jack Vettriano galt als der erfolgreichste britische Maler der Gegenwart. Sein bekanntestes Gemälde, der 1992 gemalte „singende Butler“, war noch von der Sommerausstellung der Royal Academy abgelehnt worden. Der Scottish Arts Council, bei dem Vettriano das Bild anschließend einreichte, hielt es noch nicht einmal für nötig zu antworten. Daraufhin verkaufte Vettrianos Galerist an einen privaten Sammler für 3.500 britische Pfund. Vier Jahre später wurde das Bild für 5.000 Pfund weiterverkauft. Im Jahr 2004 erlöste der „singende Butler“ bei einer Versteigerung einen Preis von 744.500 britischen Pfund.
Das Bild "Bluebird in Bonneville" wurde im Jahr 2007 von Sotheby’s für 469.000 britische Pfund versteigert. Dieses Bild gehört zu einer Serie von sieben Gemälden, die der Designer Sir Terence Conran im Jahr 1997 bei Vettriano in Auftrag gegeben hatte, um seinen Bluebird Club in Chelsea auszustatten.
Zu den Sammlern von Vettriano-Bildern sollen Jack Nicholson, Madonna, Sir Terence Conran, Sir Tim Rice, Robbie Coltrane und Sir Alex Ferguson gehören.
Eine Ausstellung mit über 100 seiner Bilder in der Kelvingrove Art Gallery and Museum in Glasgow besuchten zwischen September 2013 und Februar 2014 mehr als 123.000 Menschen und stellten damit einen Besucherrekord für das Museum auf.

## Stil
Vettrianos Malstil erinnert an den Stil der neuen Sachlichkeit, der sich in den 1920er Jahren in der deutschen Malerei entwickelt hat, mit Einflüssen der britischen Spielart der Pop-Art. Mit der neuen Sachlichkeit hat Vettriano den scheinbar naturalistischen Malstil gemeinsam, der aber verfremdende und idealisierende Elemente aufnimmt, was typisch für die britische Pop-Art gewesen ist. Beispielsweise scheinen Kleidung, Ausstattungselemente oder Gebäude häufig aus den 30er oder 40er Jahren zu stammen. Außerdem konstruiert Vettriano häufig Szenen, die ungewöhnlich oder grotesk sind (am Strand tanzende Paare) oder die düster oder sexuell aufgeladen sind (z. B. die Gemälde aus der „Along Came a Spider“-Serie).
Typisch für Vettriano ist, dass er nahezu ausschließlich Menschen malte, die häufig wie in einer Filmszene wirken. Ähnlich wie bei Edward Hopper wirken seine Bilder wie Standbilder aus einem Film, der eine Geschichte erzählt, die sich zuvor ereignet hat, und die sich fortsetzen wird.
In einem Interview sagte Vettriano zu seinen Bildern:

„Ich male, was mich bewegt. Diese Menschen, mit denen ich mich zu umgeben scheine, sind ein Haufen von Taugenichtsen... Aber Sie wissen, ich liebe ebendiese Welt - eine Welt von Sex und Hedonismus. Ich liebe das, weil ich ein Geschichtenerzähler bin.

(„What I paint is what moves me. These people that I seem to surround myself with… a bunch of no-goods… but you know, I just like that world – a world of sexiness and hedonism. I like that because I'm a storyteller.“)“

Die Ideen für seine Bilder gewann Vettriano aus Songtexten oder aus Zeitungsartikeln. Wenn sich zwei oder drei Ideen herauskristallisiert haben, engagierte er ein Modell (das männliche Modell hat er früher selbst dargestellt), nahm Fotos von der Szene auf und malte dann von den Fotos als Vorlage.

## Buchveröffentlichungen von Jack Vettriano
- Lovers and Other Strangers: Paintings by Jack Vettriano. Chrysalis Impact, 2002.
- Jack Vettriano: A Life. Pavilion, 2006. Neuauflage 2011, ISBN 978-1-862059443.
- Studio Life: An Intimate Portrait of the Painter. Anova Books, 2008.
- Women in Love. Anova Books, 2009.
- A Man's World. Anova Books, 2009.